# Ernobius
Ernobius is een geslacht van kevers uit de familie van de klopkevers (Anobiidae).

## Soorten
- Ernobius abietinus Gyllenhal, 1808
- Ernobius abietis Fabricius, 1792
- Ernobius alutaceus (LeConte, 1861)
- Ernobius angelinii Lohse, 1991
- Ernobius angusticollis Ratzeburg, 1837
- Ernobius besucheti Zahradník, 2000
- Ernobius bicolor White, 1983
- Ernobius californicus Fisher, 1919
- Ernobius caudatus Van Dyke, 1923
- Ernobius collaris Fall, 1905
- Ernobius conicola Fisher, 1919
- Ernobius convergens Fall, 1905
- Ernobius crotchii Fall, 1905
- Ernobius cupressi Chobaut, 1899
- Ernobius debilis LeConte, 1865
- Ernobius explanatus Mannerheim, 1843
- Ernobius filicornis LeConte, 1879
- Ernobius fissuratus Fall, 1905
- Ernobius freudei Lohse, 1970
- Ernobius fulvus Johnson, 1975
- Ernobius gallicus Johnson, 1975
- Ernobius gentilis Fall, 1905
- Ernobius gigas Mulsant & Rey, 1863
- Ernobius gracilis LeConte, 1879
- Ernobius granulatus LeConte, 1865
- Ernobius hirsutus White, 1966
- Ernobius jaroslavli Logvinovskiy, 1977
- Ernobius juniperi Chobaut, 1899
- Ernobius kailidisi Johnson, 1975
- Ernobius kiesenwetteri Schilsky, 1898
- Ernobius lacustris Fall, 1905
- Ernobius laticollis Pic, 1927
- Ernobius longicornis Sturm, 1837
- Ernobius lucidus Mulsant & Rey, 1863
- Ernobius luteipennis LeConte, 1879
- Ernobius madoni Pic, 1930
- Ernobius melanoventris Ruckes, 1957
- Ernobius mollis (Linnaeus, 1758)
- Ernobius montanus Fall, 1905
- Ernobius mulsanti Kiesenwetter, 1877
- Ernobius nigrans Fall, 1905
- Ernobius nigrinus Sturm, 1837
- Ernobius oertzeni Schilsky, 1900
- Ernobius opicus Fall, 1905
- Ernobius pallidipennis Pic, 1902
- Ernobius pallitarsis Fall, 1905
- Ernobius parens Mulsant & Rey, 1863
- Ernobius parvus White, 1966
- Ernobius pini Sturm, 1837
- Ernobius pinicola Ruckes, 1957
- Ernobius pruinosus Mulsant & Rey, 1863
- Ernobius punctulatum (LeConte, 1859)
- Ernobius reflexus Mulsant & Rey, 1863
- Ernobius robusticornis Maran, 1941
- Ernobius rufus Illiger, 1807
- Ernobius schedli Brown, 1932
- Ernobius socialis Fall, 1905
- Ernobius subopacus Pic, 1904
- Ernobius tenuicornis LeConte, 1865
- Ernobius tristis LeConte, 1879
- Ernobius vinolasi Novoa & Baselga, 2000